# Aspropotamos (Tessaglia)
Aspropotamos (in greco Ασπροπόταμος?) è una ex comunità della Grecia nella periferia della Tessaglia di 1404 abitanti secondo i dati del censimento 2001.
È stata soppressa a seguito della riforma amministrativa detta Programma Callicrate in vigore dal gennaio 2011 ed è ora compresa nel comune di Kalambaka.

## Etimologia
Il nome deriva dal fiume omonimo

## Località
Le località che compongono la comunità sono:
- Agia Paraskevi
- Anthousa
- Chaliki
- Kallirroi
- Katafyto (Katafyto, Milia)
- Krania (Krania, Doliana, Konakia)
- Polythea
- Stefani